# Cambefortius eburneus
Cambefortius eburneus är en skalbaggsart som beskrevs av Branco 1989. Cambefortius eburneus ingår i släktet Cambefortius och familjen bladhorningar. Inga underarter finns listade.